# Badumna javana
Badumna javana là một loài nhện trong họ Desidae.
Loài này thuộc chi Badumna. Badumna javana được miêu tả năm 1907 bởi Embrik Strand.